# Макошка
Макошка (пол. Makoszka) — село в Польщі, у гміні Дубова Колода Парчівського повіту Люблінського воєводства. Населення — 122 особи (2011).

## Історія
За даними етнографічної експедиції 1869—1870 років під керівництвом Павла Чубинського, у селі переважно проживали римо-католики, меншою мірою — греко-католики, які розмовляли українською мовою.
У 1975—1998 роках село належало до Білопідляського воєводства.

## Демографія
Демографічна структура станом на 31 березня 2011 року:
|          | Загалом | Допрацездатний вік | Працездатний вік | Постпрацездатний вік |
| -------- | ------- | ------------------ | ---------------- | -------------------- |
| Чоловіки | 61      | 8                  | 46               | 7                    |
| Жінки    | 61      | 11                 | 36               | 14                   |
| Разом    | 122     | 19                 | 82               | 21                   |